# Francisco Nunes Correia
Francisco Carlos da Graça Nunes Correia (* 7. April 1951 in Lissabon, Portugal), meist nur Francisco Nunes Correia, ist ein portugiesischer Ingenieur und Politiker der Sozialistischen Partei (PS). Seit 2005 ist er Umweltminister im Kabinett Sócrates I.

## Leben
Francisco Nunes Correia wurde am 7. April 1951 in der portugiesischen Hauptstadt Lissabon geboren. Er schloss 1975 sein Studium des Bauingenieurwesens am Instituto Superior Técnico mit der üblichen Lizenziatur (Licenciatura) ab. Seinen „Master of Science“ in Hydrologie und Wassermanagement absolvierte 1978 er an der Colorado State University; er wurde an der gleichen Einrichtung 1984 im Bereich des Bauingenieurwesens promoviert. 1992 war er kurzzeitig akademischer Rat der Technischen Universität Lissabon, 1994 war er koordinierender Forschungsleiter am Nationalen Labor für Bauingenieurwesen (Laboratório Nacional de Engenharia Civil). Seit 1994 ist er ebenfalls Mitglied des im gleichen Jahr gegründeten nationalen Wasserrates.
Von 1991 bis 1995 war Correira Finanzvorstandsvorsitzender der EPAL, dem nationalen Wasserversorger Portugals. Zwischen 1993 und 1995 war Nunes Correia technischer Berater des portugiesischen Umweltministeriums. In dieser Zeit war er unter anderem für die Ausarbeitung des Nationalen Umweltplans verantwortlich, außerdem war er an den Verhandlungen zwischen Portugal und Spanien zur Neuaufteilung der Wasserressourcen beteiligt. Bis zur Jahrtausendwende war Correira dann vornehmlich für die Weltbank in Brasilien tätig und bewertete dort förderungsanfragende Projekte.
Im Januar 2004 wurde er zum Präsidenten des Nationalen Labor für Bauingenieurwesen ernannt, dieses Amt übte er bis zum März 2005 aus. Nach den vorgezogenen Parlamentswahlen im Februar 2005, bei denen die Portugiesischen Sozialisten erstmals eine absolute Mehrheit errangen, berief der designierte Premierminister José Sócrates Francisco Nunes Correia als neuen Minister für Umwelt, Raumplanung und regionaler Entwicklung.
In seiner Funktion als Forscher an verschiedenen Universitäten und Instituten veröffentlichte Nunes Correia zahlreiche Werke. Er ist seit 1978 verheiratet und hat zwei Kinder.